# Duran Duran (album, 1993)
A Duran Duran (másik címén a The Wedding Album) a Duran Duran hetedik stúdióalbuma (és a második, ami az együttes neve után kapta a címét), amit 1993. február 11-én adtak ki.
Az 1990-es évek elejei csökkenő sikerű albumok után a Duran Duran ezzel az albummal visszatért a Brit Top 5-be és az amerikai Top 10-be, ami az Egyesült Királyságban arany, Amerikában platina minősítést ért. A két kislemez (az "Ordinary World" és a "Come Undone") elérte a US Top 10-et és a Billboard Hot 100-ba is bekerült.
A borítóképen (amit Nick Egan készített) az együttes tagok szüleinek esküvői fotói kaptak helyet.
Ugyan hivatalosan Duran Duran címet viseli, promókazettákon már a kiadás előtt is szerepelt a The Wedding, illetve a The Wedding Album cím.
Annak ellenére, hogy a címet hivatalosan ejtették a kiadás előtt, a kazetta verzión a kiadás után is a Duran Duran (The Wedding Album) szerepelt, erre utólag csak egy szimpla hibaként tekintenek a gyártásban.

## Háttér
Az album felvételei már 1992 elején elkészültek, a Capitol Records-nál.[forrás?] Az album kiadását folyamatosan tologatták és végül csak 1993-ban került a nyilvánosság elé. Az album sikeres volt és negyedik helyezést ért el a UK Albums Chart-on. Ez volt a legmagasabb pozíciójuk a '83-as Seven and the Ragged Tiger óta. Az Egyesült Királyságban az albumról három kislemez is elérte a Top 40-et. Az "Ordinary World" (#6), a "Come Undone" (#13) és a "Too Much Information" (#35). Amerikában négy ért el slágerlistás helyezést: az "Ordinary World" (#3), a "Come Undone" (#7), a "Too Much Information" és a "Drowning Man". A "Breath After Breath"-et, ami Milton Nascimento-val való közreműködésben jött létre, csak Brazíliában adtak ki, míg a "None of the Above" csak Japánban és a "Femme Fatale" (a The Velvet Underground szám feldolgozása) csak Franciaországban. A "Sin of the City" című szám pedig a Happy Land gyújtogatásról szól, amiben 87 ember vesztette életét (a dalban 89 szerepel) 1990. március 25-én, New Yorkban.
Az album kiadására várakozás közben az együttes megint stúdióba vonult és kezdett felvenni (később ebből lett a Thank You album), John Jones-szal, [forrás?]
Frank Zappa (aki hónapokkal később elhunyt) és Lou Reed szintén együttműködtek az album elkészítésében.

## Számlista
Az összes dal szerzője Duran Duran, kivéve ahol máshogy feltüntetve. 
|     | Cím                                                  | Hossz |
| --- | ---------------------------------------------------- | ----- |
| 1.  | Too Much Information                                 | 4:56  |
| 2.  | Ordinary World                                       | 5:39  |
| 3.  | Love Voodoo                                          | 4:58  |
| 4.  | Drowning Man                                         | 5:15  |
| 5.  | Shotgun                                              | 0:54  |
| 6.  | Come Undone                                          | 4:38  |
| 7.  | Breath After Breath (Duran Duran, Milton Nascimento) | 4:58  |
| 8.  | UMF                                                  | 5:33  |
| 9.  | Femme Fatale (Lou Reed)                              | 4:21  |
| 10. | None of the Above                                    | 5:19  |
| 11. | Shelter                                              | 4:25  |
| 12. | To Whom It May Concern (dalszövegíró: Nick Rhodes)   | 4:24  |
| 13. | Sin of the City                                      | 7:14  |

| 14. | Time for Temptation (Alternate Version) | 3:46 |
| 15. | Stop Dead (Edit)                        | 3:52 |

| 14. | Falling Angel                                 | 4:35 |
| 15. | Stop Dead                                     | 4:31 |
| 16. | Time for Temptation                           | 4:09 |
| 17. | Come Undone (12" Mix - Comin' Together)       | 7:21 |
| 18. | Ordinary World (Acoustic Version)             | 5:07 |
| 19. | Too Much Information (David Richards 12" mix) | 4:14 |

## Előadók
Az AllMusic adatai alapján.
Duran Duran
- Simon Le Bon – ének
- Warren Cuccurullo – gitárok
- Nick Rhodes – billentyűsök
- John Taylor – basszusgitár

Egyéb közreműködések
- John Jones – producer, hangmérnök, billentyűsök, gitár, ének
- Milton Nascimento – ének a "Breath After Breath"-en
- Steve Ferrone – dobok a "Too Much Information"-ön és az "Ordinary World"-ön, ütőhangszerek a "Femme Fatale"-en
- Vinnie Colaiuta – dobok a "Breath After Breath"-en
- Dee Long – billentyűsök a "Shelter"-en
- Bosco – ütőhangszerek a "Breath After Breath"-en
- Lamya – vokál a "Love Voodoo"-n
- Tessa Niles – vokál a "Come Undone"-on
- Karen Hendrix & Jack Merigg – vokál a "Drowning Man"-en

Gyártás
- Producer: a Duran Duran és John Jones, kivéve a "Come Undone" és a "Femme Fatale", amelynek csak a Duran Duran a producere
- Az összes hangszer felvétele John Jones-hoz köthető, kivétel a "Femme Fatale" (Tony Taverner), és a dobok az 1-es, 2-es és a 7-es számokon (Tony Taverner és Stuart Every)
- A keverés David Richards munkája, kivétel a "Drowning Man" a "Femme Fatale" (David Leonard) és a "Shotgun" (Duran Duran and John Jones)

## Slágerlisták
| Slágerlista (1993)                     | Legmagasabb pozíció |
| -------------------------------------- | ------------------- |
| Ausztrál Albumok (ARIA)                | 20                  |
| Osztrák Albumok (Ö3 Austria)           | 12                  |
| Canada Top Albums/CDs (RPM)            | 8                   |
| Holland Albumok (Album Top 100)        | 23                  |
| Európai Albumok (Music & Media)        | 13                  |
| Finn Albumok (Suomen virallinen lista) | 18                  |
| Francia Albumok (SNEP)                 | 32                  |
| Német Albumok (Offizielle Top 100)     | 22                  |
| Görög Albumok (IFPI)                   | 9                   |
| Magyar Albumok (MAHASZ)                | 34                  |
| Olasz Albumok (Musica e dischi)        | 6                   |
| Japán Albumok (Oricon)                 | 24                  |
| Portugál Albumok (AFP)                 | 9                   |
| Svéd Albumok (Sverigetopplistan)       | 21                  |
| Svájci Albumok (Schweizer Hitparade)   | 23                  |
| UK Albums (OCC)                        | 4                   |
| US Billboard 200                       | 7                   |

| Slágerlista (1993)                 | Legmagasabb pozíció |
| ---------------------------------- | ------------------- |
| Canada Top Albums/CDs (RPM)        | 23                  |
| Európai Albumok (Music & Media)    | 35                  |
| Német Albumok (Offizielle Top 100) | 79                  |
| UK Albums (OCC)                    | 50                  |
| US Billboard 200                   | 48                  |

## Minősítések
| Régió                    | Minősítés | Példányszám |
| ------------------------ | --------- | ----------- |
| Egyesült Királyság (BPI) | Arany     | 100,000     |
| Egyesült Államok (RIAA)  | Platina   | 1,000,000   |

## Kiadások
A Discogs adatai alapján.
| Régió                                    | Év   | Formátum        | Kiadó           |
| ---------------------------------------- | ---- | --------------- | --------------- |
| Világszerte                              | 1993 | CD, Kazetta, LP | Parlophone/EMI  |
| Egyesült Államok, Kanada                 | 1993 | CD, Kazetta, LP | Capitol Records |
| Ukrajna, Lengyelország (nem hivatalosan) | 1993 | Kazetta, LP     | Audio Max/Kross |
| Világszerte                              | 1993 | CD, LP          | Parlophone/EMI  |
| Egyesült Államok                         | 1995 | CD, LP, RE      | Capitol Records |
| Japán                                    | 1997 | CD, LP, RE      | EMI             |
| Japán                                    | 2014 | CD, LP, RE      | Parlophone      |

## Fordítás
Ez a szócikk részben vagy egészben  a   Duran Duran (The Wedding Album) című angol Wikipédia-szócikk ezen változatának fordításán alapul.  Az eredeti cikk szerkesztőit annak laptörténete sorolja fel. Ez a jelzés csupán a megfogalmazás eredetét és a szerzői jogokat jelzi, nem szolgál a cikkben szereplő információk forrásmegjelöléseként.